# Wilson-Pass
Der Wilson-Pass ist ein etwa 400 m hoher und vergletscherter Gebirgspass an der Bowman-Küste des Grahamlands auf der Antarktischen Halbinsel. In nordwest-südöstlicher Ausrichtung verläuft er zwischen den Bowditch Crests und den Rock Pile Peaks auf der Bermel-Halbinsel. Der Pass führt vom Solberg Inlet zum Mobiloil Inlet.
Er wurde vom US-amerikanischen Polarforscher Lincoln Ellsworth 1935, bei der United States Antarctic Service Expedition (1939–1941) sowie im Verlauf der Ronne Antarctic Research Expedition (1947–1948) aus der Luft fotografiert. Namensgeberin ist Alison Wilson vom  Center for Polar Archives der National Archives and Records Administration. Sie war von 1974 bis 1994 Mitglied des Advisory Committee on Antarctic Names und leitete das Gremium von 1986 bis 1993.